# Brukshunden
Brukshunden är Svenska Brukshundklubbens medlemstidning och har kommit ut sedan 1940.